# 上科托省
上科托省（法語：Prefecture de Haute-Kotto）是中非共和国16省之一，首府布里亞。该省与南苏丹相连。它是中非共和国最大的省。